# Santa Cilia
Santa Cilia (de Jaca) ist eine Gemeinde (Municipio) im Pyrenäenvorland am Rande des Jakobswegs. Sie liegt in der Comarca Jacetania in der Provinz Huesca der Autonomen Gemeinschaft Aragonien. Zur Gemeinde gehört noch der Ort Somanés.
Im Dorf steht die Kirche Santa Cilia (hl. Cäcilie). Benannt wurde der Ort aber nach dem gleichnamigen Kloster, das heute nicht mehr existiert. Mitte des 14. Jahrhunderts verlor es seine Eigenständigkeit und unterstand etwa zwei Jahrhunderte dem Kloster San Juan de la Peña.

## Geografie
Im Norden wird die Gemeinde vom Monte Canet (1249 m), im Süden vom Monte Cuculo (1552 m) begrenzt.
Der Rio Aragon fließt nördlich an Santa Cilia vorbei.

## Verkehrsanbindung
Über die N-240 ist Santa Cilia von Osten (Jaca) oder vom westlich gelegenen Puente la Reina de Jaca gut erreichbar. Der nächste Bahnhof befindet sich im 14 km entfernten Jaca, von wo ein regelmäßiger Busverkehr nach Santa Cilia erfolgt.
Die nächsten Verkehrsflughäfen sind der Flughafen Saragossa (148 km) und der Flughafen Pamplona (297 km). Santa Cilia verfügt über einen Sportflugplatz, den Aeródromo de Santa Cilia-Los Pirineos.

## Wirtschaft
Der Haupterwerb der 193 Einwohner liegt nach wie vor in der Landwirtschaft, bekannt ist die Gegend für den grünen Spargel und seit 1991 auch für die Produktion von Weinessig.

## Bevölkerung
| Jahr      | 1897 | 1900 | 1910 | 1920 | 1930 | 1940 | 1950 | 1960 | 1970 | 1981 | 1991 | 2007 |
| --------- | ---- | ---- | ---- | ---- | ---- | ---- | ---- | ---- | ---- | ---- | ---- | ---- |
| Einwohner | 412  | 484  | 511  | 506  | 437  | 424  | 431  | 362  | 253  | 214  | 158  | 193  |

## Feste und Feiern
- 30. April (Romería a la Virgen de la Peña)
- 15. Mai (San Isidro)
- 8. September (La Natividad de la Virgen)

## Sehenswürdigkeiten
- Palast, erbaut im 15./16. Jahrhundert
- modernes Pilgerdenkmal